# Arroyo de Rivillas
Arroyo de Rivillas är ett periodiskt vattendrag i Spanien.   Det ligger i provinsen Provincia de Badajoz och regionen Extremadura, i den västra delen av landet, 300 km sydväst om huvudstaden Madrid.